# Alexander Barvinok
Alexander Iossifowitsch Barvinok, russisch Александр Иосифович Барвинок, (* 1963) ist ein russisch-amerikanischer Mathematiker.

## Biographie
Barvinok wurde 1988 an der Universität Leningrad bei Anatoli Moissejewitsch Werschik promoviert (Kombinatorische Theorie der Polytope mit Symmetrie und ihre Anwendung auf kombinatorische Optimierungsprobleme,  Russisch). Er ist Professor an der University of Michigan.
Er beschäftigt sich mit Komplexitätstheorie und Algorithmen in Algebra, Geometrie und Kombinatorik. Zum Beispiel auf dem Gebiet der Gitterpunkte auf Polyedern, konvexen Körpern, dem Problem des Handlungsreisenden und der Berechnung der Verteilungsfunktion in der statistischen Mechanik.
1999 erhielt er einen Presidential Early Career Award. 2006 war er Vortragender auf dem Internationalen Mathematikerkongress in Madrid (The complexity of generating functions for integer points in polyhedra and beyond). 2012 (im ersten Jahr der Ernennungen) wurde er Fellow der American Mathematical Society.

## Schriften (Auswahl)
- Computing the volume, counting integral points, and exponential sums,  Discret. Comput. Geom., Band 10, 1993, S. 123–141
- A polynomial time algorithm for counting integral points in polyhedra when the dimension is fixed, 34th Annual Symposium on Foundations of Computer Science (FOCS), Palo Alto, 1993, S. 566–572
- mit J. Pommersheim: An algorithmic theory of lattice points in polyhedra, in:  Louis J. Billera, Anders Björner, Curtis Greene, Rodica Simion, Richard P. Stanley  (Herausgeber), New Perspectives in Algebraic Combinatorics, MSRI Publications 38, Cambridge UP, 1999, S. 91–147.
- mit E. Kh. Gimadi, A. I. Serdyukov:  The Maximum Traveling Salesman Problem, in G. Gutin, A. Punnen (Hrsg.), The Traveling Salesman problem and its variations,  Kluwer, 2002.
- A course in complexity, Graduate Studies in Mathematics 54, American Mathematical Society, 2002
- Lattice Points and Lattice Polytopes, in: Jacob E. Goodman, Joseph O’Rourke (Hrsg.), Handbook of Discrete and Computational Geometry, Chapman and Hall, 2. Auflage 2004, S. 153–176
- Computing the Ehrhart quasi-polynomial of a rational simplex, Mathematics of Computation, Band 75, 2006, S. 1449–1466
- Lattice points, polyhedra, and complexity, in: Geometric Combinatorics, IAS/Park City Mathematics Series, 13, 2007, S. 19–62
- Integer points in polyhedra, Zürich Lectures in Advanced Mathematics, European Math. Soc., 2008
- Combinatorics and convexity of partition functions, Springer 2016